# Teleiopsis terebinthinella
Teleiopsis terebinthinella là một loài bướm đêm thuộc họ Gelechiidae. Nó được tìm thấy ở miền nam và tây Nam Âu, ngoại trừ bán đảo Iberia và Pháp. Nó cũng được tìm thấy ở Thổ Nhĩ Kỳ và Cận Đông. It is found up to heights of 1,600 mét.
Sải cánh dài 17–20 mm. Con trưởng thành bay từ tháng 6 đến tháng 7.
Ấu trùng ăn Pistacia terebinthus và Rhus coriaria.